# Свидзинский, Эдмунд Фердинандович
Эдмунд Фердинандович Свидзинский (1848—1919) — генерал от инфантерии российской императорской армии.

## Биография
Родился 15 (27) ноября 1848 года. Образование получил в 1-м Московском кадетском корпусе (1865) и в 3-м военном Александровском училище (1867), откуда был выпущен подпоручиком в 98-й пехотный Дерптский полк. Был командиром роты (5.01.1873—4.07.1879), затем обучался в Николаевской академии Генерального штаба, по окончании которой (по 2 разряду) в 1882 году был причислен к Генеральному штабу. Состоял офицером для поручений при штабе Омского военного округа (24.11.1882 — 30.03.1884); затем был старшим адъютантом штаба 9-й пехотной дивизии (30.03.1884 — 13.04.1886) и штаб-офицером для особых поручений при штабе 10-го армейского корпуса (13.04.1886 — 14.09.1889). В полковники произведён 16 ноября 1887 года.
В 1889—1892 годах был преподавателем в Елисаветградском юнкерском училище.
Был назначен 19 сентября 1892 года начальником штаба 21-й пехотной дивизии, но уже 29 октября того же года переведён на такую же должность в 38-ю пехотную дивизию; с 22 августа 1894 года — начальник штаба 20-й пехотной дивизии.
С 16 марта 1899 года командовал Старорусским пехотным полком. С производством в генерал-майоры 19 мая 1900 года он был назначен командиром 1-й бригады 19-й пехотной дивизии, 16 августа 1901 года стал командовать 2-й бригадой 42-й пехотной дивизии.
С 21 ноября 1908 года — генерал-лейтенант и начальник 11-й пехотной дивизии в Луцке, а затем, с 19 июня 1910 года — начальник  41-й пехотной дивизии в Казани. Вышел в отставку 16 ноября 1911 года генералом от инфантерии.
Он был руководителем организационного комитета Пулавского легиона, сформированного в 1915 году, но вскоре передал командование Петру Шимановскому и уехал в Киев. После революции 1917 года он принимал активное участие в Союзе польских военных. Он поддержал создание польского корпуса в России; редактировал созданный в Киеве военный журнал «Ведомости войсковые», был автором многочисленных статей.
Свидзинский выступал в военной печати со статьями по злободневным вопросам армейской жизнедеятельности, воинского воспитания, развития военных знаний.

## Награды
- орден Св. Станислава 3-й ст. (1873)
- орден Св. Анны 3-й ст. (1879)
- орден Св. Станислава 2-й ст. (1885)
- орден Св. Анны 2-й ст. (1889)
- орден Св. Владимира 4-й ст. (1896)
- орден Св. Владимира 3-й ст. (1903)
- орден Св. Станислава 1-й ст. (1905)
- Крест Независимости (посмертно в 1932, № 702)[3]

## Семья
Был женат на Марии Болеславовне Бурневич. Имел трёх детей. Впоследствии брак был расторгнут.